# Bryum bulbigerum
Bryum bulbigerum är en bladmossart som beskrevs av Fleischer 1904. Bryum bulbigerum ingår i släktet bryummossor, och familjen Bryaceae. Inga underarter finns listade i Catalogue of Life.